# Craspedosis costimacula
Craspedosis costimacula là một loài bướm đêm trong họ Geometridae.